# Ubly
Ubly é uma vila localizada no estado americano de Michigan, no Condado de Huron.

## Demografia
Segundo o censo americano de 2000, a sua população era de 873 habitantes.
Em 2006, foi estimada uma população de 805, um decréscimo de 68 (-7.8%).

## Geografia
De acordo com o United States Census Bureau tem uma área de
2,3 km², dos quais 2,3 km² cobertos por terra e 0,0 km² cobertos por água.

## Localidades na vizinhança
O diagrama seguinte representa as localidades num raio de 28 km ao redor de Ubly.